# Borhen Hkimi
Borhen Hkimi, né le 19 novembre 1994, est un footballeur tunisien évoluant au poste d'ailier avec l'Étoile sportive de Métlaoui.

## Biographie
Il participe avec l'équipe du Club sportif sfaxien à la Ligue des champions de la CAF et à la coupe de la confédération.

## Clubs
- ?-janvier 2015 : Jendouba Sports (Tunisie)
- janvier 2015-juillet 2018 : Club sportif sfaxien (Tunisie)
  - août 2016-juin 2018 : Étoile sportive de Métlaoui (Tunisie ; prêt)
- depuis juillet 2018 : Étoile sportive de Métlaoui (Tunisie)